# Tasmanocoenis
Tasmanocoenis is een geslacht van haften (Ephemeroptera) uit de familie Caenidae.

## Soorten
Het geslacht Tasmanocoenis omvat de volgende soorten:
- Tasmanocoenis arcuata
- Tasmanocoenis jillongi
- Tasmanocoenis novaegiuneae
- Tasmanocoenis queenslandica
- Tasmanocoenis rieki
- Tasmanocoenis tillyardi
- Tasmanocoenis tonnoiri